# ابوسدره
ابوسدره، روستایی از توابع بخش مرکزی شهرستان شادگان در استان خوزستان ایران است.

## جمعیت
این روستا در دهستان جفال قرار دارد و براساس سرشماری مرکز آمار ایران سال 1395در سایت آن 1،257 نفر(363خانوار) بوده‌است.